# Educação na Finlândia
A educação na Finlândia é compulsória dos 7 aos 16 anos. O sistema educacional é o sistema Nórdico igualitário, sem taxa de ensino para os estudantes de tempo integral. Os alunos recebem alimentação gratuita na educação primária e secundária. Os estudos após a educação primária se dividem em sistema vocacional e sistema acadêmico.

## Educação básica
A educação básica vai do 1º até o 9º ano e é pública para quase a totalidade da população -- existem poucas escolas privadas no país. As classes têm poucos alunos; raramente ultrapassam o número de 20 alunos por sala. Os estudantes aprendem as duas línguas oficiais da Finlândia, o finlandês e o sueco, mais duas línguas estrangeiras. Os alunos têm também aulas de artes, música, cozinha, carpintaria, serralharia e costura.
A Finlândia é o país com mais livros infantis per capita do mundo, a atividade de leitura é muito encorajada nas escolas.

## Educação secundária
A educação secundária é dividida em sistema vocacional e acadêmico. O vocacional prepara o aluno para as escolas técnicas, o acadêmico prepara para o bacharelado. O sistema não é rígido, alunos vocacionais também podem prestar bacharelado e acadêmicos podem ir para escolas técnicas.

## Professores
Os professores, tanto do primário quanto do secundário, precisam ter mestrado. O professor é uma profissão altamente respeitada e desejada no país. O salário docente é importante, mas os professores finlandeses não são a categoria profissional mais bem remunerada naquele país. Mesmo em perspectiva comparada, a média salarial dos docentes na Finlândia situa-se um pouco abaixo da média da OCDE.